# Mabudża (Aleppo)
Mabudża (arab. مبعوجة) – wieś w Syrii, w muhafazie Aleppo. W 2004 roku liczyła 515 mieszkańców.